# Complejo Municipal San Juan Opico
Het Complejo Municipal San Juan Opico is een multifunctioneel stadion in San Juan Opico, een stad in El Salvador. 
Het stadion wordt vooral gebruikt voor voetbalwedstrijden, de voetbalclub C.D. Juventud Independiente maakt gebruik van dit stadion. In het stadion is plaats voor 3.000 toeschouwers. 